# Nicole Uphoff
Nicole Uphoff (Duisburgo, 25 de janeiro de 1967)  é uma adestradora alemã, tetra campeã olímpica. 

## Carreira
Nicole Uphoff representou seu país nos Jogos Olímpicos de 1988, 1992 e 1996, na qual conquistou a medalha de ouro no adestramento individual e por equipes em 1988 e 1992.